# Каїрка
Каї́рка — село в Україні, у Мирненській селищній громаді Скадовського району Херсонської області. Населення становить 328 осіб. 24 лютого 2022 року село тимчасово окуповане російськими військами під час російсько-української війни.

## Населення
Згідно з переписом УРСР 1989 року чисельність наявного населення села становила 289 осіб, з яких 136 чоловіків та 153 жінки.
За переписом населення України 2001 року в селі мешкало 325 осіб.

### Мова
Розподіл населення за рідною мовою за даними перепису 2001 року:
| Мова       | Відсоток |
| ---------- | -------- |
| українська | 63,41 %  |
| російська  | 8,54 %   |
| білоруська | 0,30 %   |
| болгарська | 0,30 %   |
| інші       | 27,45 %  |